# Raik Dittrich
Raik Dittrich (Sebnitz, 12 de octubre de 1968) es un deportista de la RDA que compitió en biatlón. Ganó dos medallas en el Campeonato Mundial de Biatlón, oro en 1990 y bronce en 1989.

## Palmarés internacional
| Campeonato Mundial | Campeonato Mundial  | Campeonato Mundial | Campeonato Mundial |
| Año                | Lugar               | Medalla            | Prueba             |
| ------------------ | ------------------- | ------------------ | ------------------ |
| 1989               | Feistritz (Austria) | Medalla de bronce  | Equipo             |
| 1990               | Oslo (Noruega)      | Medalla de oro     | Equipo             |